# Spinout (album)
Albums de Elvis Presley
Paradise, Hawaiian Style
(1966) How Great Thou Art
(1967)
Spinout est un album d'Elvis Presley sorti en octobre 1966. Il s'agit de la bande originale du film Le Tombeur de ces demoiselles, dont Presley tient le premier rôle.

## Titres

### Face 1
1. Stop, Look and Listen (Joy Byers) – 1:31
2. Adam and Evil (Fred Wise, Randy Starr) – 1:55
3. All That I Am (Sid Tepper, Roy C. Bennett) – 2:15
4. Never Say Yes (Doc Pomus, Mort Shuman) – 1:53
5. Am I Ready (Sid Tepper, Roy C. Bennett) – 2:26
6. Beach Shack (Bill Giant, Bernie Baum, Florence Kaye) – 1:48

### Face 2
1. Spinout (Ben Weisman, Dolores Fuller, Sid Wayne) – 2:32
2. Smörgåsbord (Sid Tepper, Roy C. Bennett) – 2:01
3. I'll Be Back (Ben Weisman, Sid Wayne) – 2:02
4. Tomorrow Is a Long Time (Bob Dylan) – 5:20
5. Down in the Alley (Jesse Stone) – 2:48
6. I'll Remember You (Kui Lee) – 2:52

## Musiciens
- Elvis Presley : chant
- Scotty Moore, Tommy Tedesco : guitare électrique
- Tiny Timbrell : guitare acoustique
- Floyd Cramer : piano
- Charlie Hodge : piano (6)
- Bob Moore : contrebasse
- Boots Randolph : saxophone
- D. J. Fontana, Buddy Harman : batterie
- The Jordanaires : chœurs